# Silene integripetala
Silene integripetala är en nejlikväxtart. Silene integripetala ingår i släktet glimmar, och familjen nejlikväxter.

## Underarter
Arten delas in i följande underarter:
- S. i. elaphonesiaca
- S. i. greuteri
- S. i. integripetala
- S. i. lidenii